# Гялвонай
Гялвонай (лит. Gelvonai) — местечко в Ширвинтском районе Вильнюсского уезда Литвы, в 16 км к западу от Ширвинтоса. Население на 2011 год составляет 284 человека.

## Название
На картах времён вхождения в состав Российской империи упоминается под названием Гелвани

## История

### Великое Княжество Литовское
Первое письменное упоминание о Гелвонай (нем. Gelwen) осталось в описании крестоносцами дорог Великого княжества Литовского и относится к 1385 году. В то время местечко входило в состав Виленского уезда Виленского воеводства. В 1642 году там была основана протестантская община, а в 1686 г. построен костёл с францисканским монастырем.

### Под властью Российской империи
В результате третьего раздела Речи Посполитой в 1795 году Гельваны вошли в состав Российской империи, в Виленский уезд Виленской губернии. На 1866 год в Гелванах было 30 зданий.

### Новейшее время
После польско-литовской войны и подписания соглашения между межвоенной Польской республикой и Литвой Гелваны вошли в состав Литвы. Во время Второй мировой войны, с июня 1941 по 1944 год, местечко находилось под оккупацией.

## Население
- XIX век : 1866 г. — 286 человек, в том числе 140 католиков, 5 православных и 141 еврей[4]
- XXI век : 2011 г. — 284 чел.

## Достопримечательности

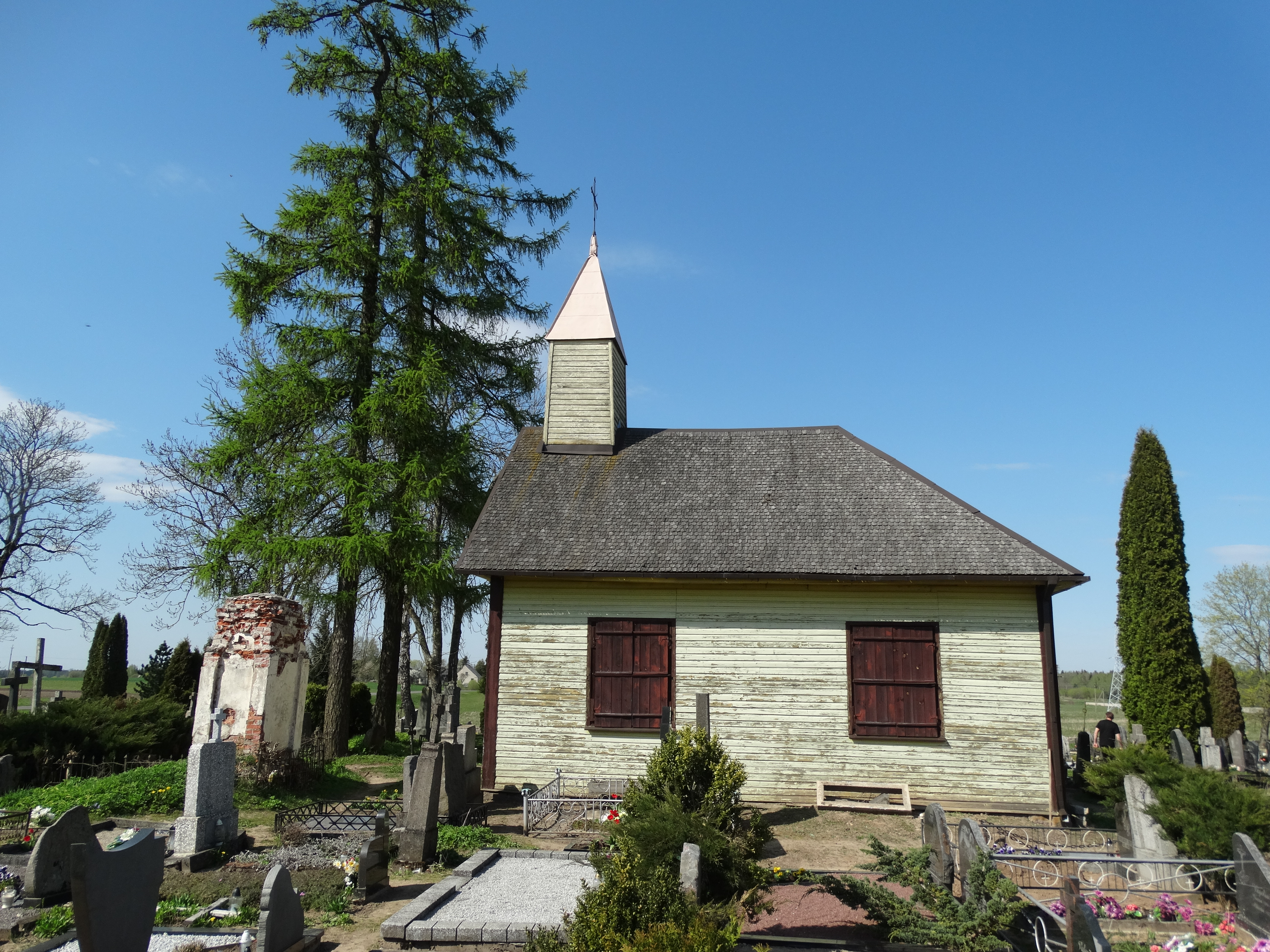
Кладбищенская часовня

- Часовня-усыпальница Плятеров (XIX в.)
- Костёл Пресвятой Девы Марии (1897 г.)
- Католическое кладбище, часовня

### Утраченное наследие
- Костёл и монастырь Францисканцев (XVII в.)
- Усадьба Плятеров (XIX в.)